# Selecció de futbol dels Països Baixos
La selecció de futbol dels Països Baixos  representa els Països Baixos a les competicions internacionals de futbol. És controlada per la Reial Associació de Futbol dels Països Baixos (en neerlandès, Koninklijke Nederlandse Voetbal Bond).

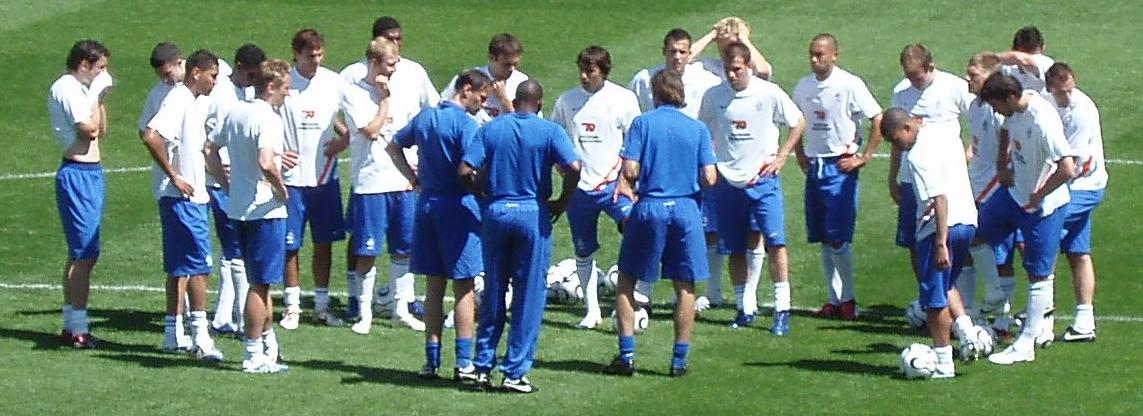
L'equip dels Països Baixos a la Copa del Món de l'any 2006

Durant la dècada de 1970, amb Rinus Michels com a entrenador, la selecció neerlandesa va revolucionar el món del futbol quan va desenvolupar l'anomenat futbol total, i es va guanyar el renom popular de la taronja mecànica, un terme encunyat durant el Mundial de 1974, a Alemanya. Allà es va encunyar també el terme futbol total per definir un estil vistós, ofensiu i en el seu dia revolucionari. En cap altre Mundial s'ha tornat a parlar tant del segon classificat, és a dir, del perdedor de la final del mundial que tot i perdre va captivar els aficionats.
De fet, l'escola neerlandesa s'anava gestant des de feia ja alguns anys. El 1969, l'Ajax va arribar a la final de la Copa d'Europa, tot i que perdé per 1-4 contra el AC Milan. L'any següent, el Feyenoord va ser el primer club neerlandès a guanyar-la. Després van venir les tres Copes d'Europa consecutives de l'Ajax, fites que marcaven els triomf d'un nou estil futbolístic.

## Participacions en la Copa del Món
Campions      Finalistes      Tercers      Quarts
Un requadre vermell indica que eren amfitrions del campionat.
| Historial a la Copa del Món | Historial a la Copa del Món | Historial a la Copa del Món | Historial a la Copa del Món | Historial a la Copa del Món | Historial a la Copa del Món | Historial a la Copa del Món | Historial a la Copa del Món | Historial a la Copa del Món |
| Edició                      | Ronda                       | Posició                     | PJ                          | PG                          | PE                          | PP                          | GF                          | GC                          |
| --------------------------- | --------------------------- | --------------------------- | --------------------------- | --------------------------- | --------------------------- | --------------------------- | --------------------------- | --------------------------- |
| 1930                        | No hi participà             | No hi participà             | No hi participà             | No hi participà             | No hi participà             | No hi participà             | No hi participà             | No hi participà             |
| 1934                        | Primera fase                | 9s                          | 1                           | 0                           | 0                           | 1                           | 2                           | 3                           |
| 1938                        | Primera fase                | 14s                         | 1                           | 0                           | 0                           | 1                           | 0                           | 3                           |
| 1950                        | No hi participà             | No hi participà             | No hi participà             | No hi participà             | No hi participà             | No hi participà             | No hi participà             | No hi participà             |
| 1954                        | No hi participà             | No hi participà             | No hi participà             | No hi participà             | No hi participà             | No hi participà             | No hi participà             | No hi participà             |
| 1958                        | No es classificà            | No es classificà            | No es classificà            | No es classificà            | No es classificà            | No es classificà            | No es classificà            | No es classificà            |
| 1962                        | No es classificà            | No es classificà            | No es classificà            | No es classificà            | No es classificà            | No es classificà            | No es classificà            | No es classificà            |
| 1966                        | No es classificà            | No es classificà            | No es classificà            | No es classificà            | No es classificà            | No es classificà            | No es classificà            | No es classificà            |
| 1970                        | No es classificà            | No es classificà            | No es classificà            | No es classificà            | No es classificà            | No es classificà            | No es classificà            | No es classificà            |
| 1974                        | Finalistes                  | 2s                          | 7                           | 5                           | 1                           | 1                           | 15                          | 3                           |
| 1978                        | Finalistes                  | 2s                          | 7                           | 3                           | 2                           | 2                           | 15                          | 10                          |
| 1982                        | No es classificà            | No es classificà            | No es classificà            | No es classificà            | No es classificà            | No es classificà            | No es classificà            | No es classificà            |
| 1986                        | No es classificà            | No es classificà            | No es classificà            | No es classificà            | No es classificà            | No es classificà            | No es classificà            | No es classificà            |
| 1990                        | Vuitens de final            | 15s                         | 4                           | 0                           | 3                           | 1                           | 3                           | 4                           |
| 1994                        | Quarts de final             | 7s                          | 5                           | 3                           | 0                           | 2                           | 8                           | 6                           |
| 1998                        | Quart lloc                  | 4s                          | 7                           | 3                           | 3                           | 1                           | 13                          | 7                           |
| 2002                        | No es classificà            | No es classificà            | No es classificà            | No es classificà            | No es classificà            | No es classificà            | No es classificà            | No es classificà            |
| 2006                        | Vuitens de final            | 11s                         | 4                           | 2                           | 1                           | 1                           | 3                           | 2                           |
| 2010                        | Finalistes                  | 2s                          | 7                           | 6                           | 0                           | 1                           | 12                          | 6                           |
| 2014                        | Tercer lloc                 | 3s                          | 7                           | 5                           | 2                           | 0                           | 15                          | 4                           |
| 2018                        | No es classificà            | No es classificà            | No es classificà            | No es classificà            | No es classificà            | No es classificà            | No es classificà            | No es classificà            |
| 2022                        | Quarts de final             | 5s                          | 5                           | 3                           | 2                           | 0                           | 10                          | 4                           |
| 2026                        | Pendent                     | Pendent                     | Pendent                     | Pendent                     | Pendent                     | Pendent                     | Pendent                     | Pendent                     |
| 2030                        | Pendent                     | Pendent                     | Pendent                     | Pendent                     | Pendent                     | Pendent                     | Pendent                     | Pendent                     |
| 2034                        | Pendent                     | Pendent                     | Pendent                     | Pendent                     | Pendent                     | Pendent                     | Pendent                     | Pendent                     |
| Total                       | Finalistes                  | Finalistes                  | 55                          | 30                          | 14                          | 11                          | 96                          | 52                          |

## Participacions en l'Eurocopa

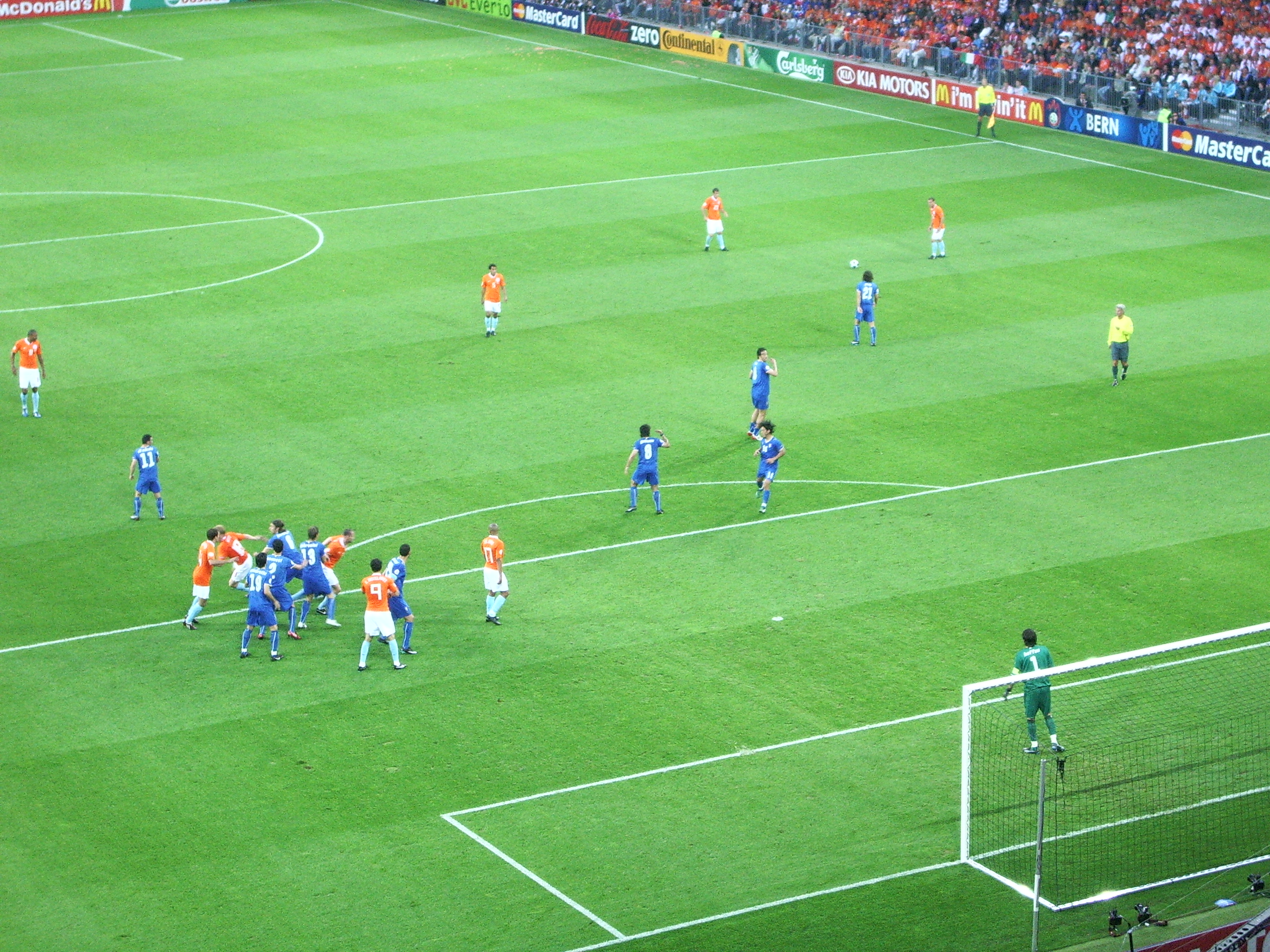
Imatge del Països Baixos-Itàlia de l'Eurocopa 2008. L'equip neerlandès guanyà per 3 gols a 0.

- 1960 - No participà
- 1964 a 1972 - No es classificà
- 1976 - Semifinals – 3r lloc
- 1980 - Primera fase
- 1984 - No es classificà
- 1988 - Campió
- 1992 - Semifinals
- 1996 - Quarts de final
- 2000 - Semifinals
- 2004 - Semifinals – 4t lloc
- 2008 - Quarts de final
- 2012 - Primera fase
- 2016 - No es classificà
- 2020 - Vuitens de final
- 2024 - Semifinals

## Estadístiques
- Participacions en Copes del Món = 7
- Primera Copa del Món = 1934
- Millor resultat en la Copa del Món = Subcampió (1974, 1978 i 2010)
- Participacions en Eurocopes = 7
- Primera Eurocopa = 1976
- Millor resultat en l'Eurocopa = Campió (1988)
- Participacions olímpiques = 7
- Primers Jocs Olímpics = 1912
- Millor resultat olímpic =  Medalla de bronze (1908, 1912 i 1920)
- Primer partit

| Bèlgica | 1–4 | Països Baixos |
| ------- | --- | ------------- |
|         |     |               |

 Anvers (Bèlgica)        
- Major victòria

| Països Baixos | 11–0 | San Marino |
| ------------- | ---- | ---------- |
|               |      |            |

 Eindhoven (Països Baixos)        
- Major derrota

| Països Baixos | 4–12 | Anglaterra |
| ------------- | ---- | ---------- |
|               |      |            |

 La Haia (Països Baixos)        

## Entrenadors
| - Cees van Hasselt 1905-1908 - Edgar Chadwick 1908-1913 - Jimmy Hogan 1910 - Tom Bradshaw 1913 - Billy Hunter 1914 - Jack Reynolds 1919 - Fred Warburton 1919-1923 - Jim Waites 1921 - Bob Glendenning 1923 - Bill Townley 1924 - J.E. Bollington 1924 - Bob Glendenning 1925-1940 - Karel Kaufman 1946 - Jesse Carver 1947-1948 | - Tom Sneddon 1948 - Karel Kaufman 1949 - Jaap van der Leck 1949-1954 - Karel Kaufman 1954-1955 - Friedrich Donenfeld 1955 - Max Merkel 1955-1956 - Wudi Müller 1956 - Friedrich Donenfeld 1956-1957 - George Hardwick 1957 - Elek Schwartz 1957-1964 - Denis Neville 1964-1966 - Georg Kessler 1966-1970 - Frantisek Fadrhonc 1970-1974 - Rinus Michels 1974 | - George Knobel 1974-1976 - Jan Zwartkruis 1976-1977 - Ernst Happel 1977-1978 - Jan Zwartkruis 1978-1981 - Rob Baan 1981 - Kees Rijvers 1981 - Rob Baan 1981 - Kees Rijvers 1981-1984 - Rinus Michels 1984-1985 - Leo Beenhakker 1985-1986 - Rinus Michels 1986-1988 - Thijs Libregts 1988-1990 - Nol de Ruiter 1990 - Leo Beenhakker 1990 | - Rinus Michels 1990-1992 - Dick Advocaat 1992-1995 - Guus Hiddink 1995-1998 - Jan Rab 1997 - Frank Rijkaard 1998-2000 - Louis van Gaal 2000-2002 - Dick Advocaat 2002-2004 - Marco van Basten 2004-2008 - Bert van Marwijk 2008-2012 - Louis van Gaal 2012-2014 - Guus Hiddink 2014–2015 - Danny Blind 2015-20017 - Fred Grim 2017 - Dick Advocaat 2017 | - Ronald Koeman 2018-2020 - Frank de Boer 2020-2021 - Louis van Gaal 2021-2022 - Ronald Koeman 2023-present |

## Jugadors
Els següents 23 jugadors han estat convocats per la Copa del Món 2014:
| Dorsal | Posició | Jugador             | Data de naixement/edat | Partits | Gols | Club                   |
| ------ | ------- | ------------------- | ---------------------- | ------- | ---- | ---------------------- |
| 1      | POR     | Jasper Cillessen    | 22 d'abril de 1989     | 40      | 0    | Barcelona              |
| 13     | POR     | Jeroen Zoet         | 6 de gener de 1991     | 11      | 0    | PSV                    |
| 23     | POR     | Sergio Padt         | 6 de juny de 1990      | 0       | 0    | Groningen              |
| 2      | DEF     | Daryl Janmaat       | 22 de juliol de 1989   | 32      | 0    | Watford                |
| 3      | DEF     | Matthijs de Ligt    | 12 d'agost de 1999     | 7       | 0    | Ajax                   |
| 4      | DEF     | Stefan de Vrij      | 5 de febrer de 1992    | 36      | 3    | Inter Milà             |
| 5      | DEF     | Daley Blind         | 9 de març de 1990      | 54      | 2    | Ajax                   |
| 11     | DEF     | Patrick van Aanholt | 29 d'agost de 1990     | 8       | 0    | Crystal Palace         |
| 12     | DEF     | Hans Hateboer       | 9 de gener de 1994     | 2       | 0    | Atalanta               |
| 14     | DEF     | Virgil van Dijk     | 8 de juliol de 1991    | 19      | 1    | Liverpool              |
| 15     | DEF     | Nathan Aké          | 18 de febrer de 1995   | 7       | 1    | Bournemouth            |
| 25     | DEF     | Terence Kongolo     | 14 de febrer de 1994   | 4       | 0    | Huddersfield Town      |
| 6      | MIG     | Davy Pröpper        | 2 de setembre de 1991  | 11      | 3    | Brighton & Hove Albion |
| 7      | MIG     | Donny van de Beek   | 18 d'abril de 1997     | 4       | 0    | Ajax                   |
| 8      | MIG     | Kevin Strootman     | 13 de febrer de 1990   | 41      | 3    | Roma                   |
| 16     | MIG     | Marten de Roon      | 29 de març de 1991     | 5       | 0    | Atalanta               |
| 18     | MIG     | Ruud Vormer         | 11 de maig de 1988     | 2       | 0    | Club Brugge            |
| 20     | MIG     | Georginio Wijnaldum | 11 de novembre de 1990 | 48      | 8    | Liverpool              |
| 21     | MIG     | Tonny Vilhena       | 3 de gener de 1995     | 11      | 0    | Feyenoord              |
| 9      | DAV     | Quincy Promes       | 4 de gener de 1992     | 28      | 5    | Spartak Moscou         |
| 10     | DAV     | Memphis Depay       | 13 de febrer de 1994   | 37      | 9    | Lió                    |
| 17     | DAV     | Steven Berghuis     | 19 de desembre de 1991 | 14      | 0    | Feyenoord              |
| 19     | DAV     | Ryan Babel          | 19 de desembre de 1986 | 49      | 7    | Beşiktaş               |
| 22     | DAV     | Eljero Elia         | 13 de febrer de 1987   | 30      | 2    | İstanbul Başakşehir    |
| 24     | DAV     | Wout Weghorst       | 7 d'agost de 1992      | 3       | 0    | VfL Wolfsburg          |

## Jugadors històrics

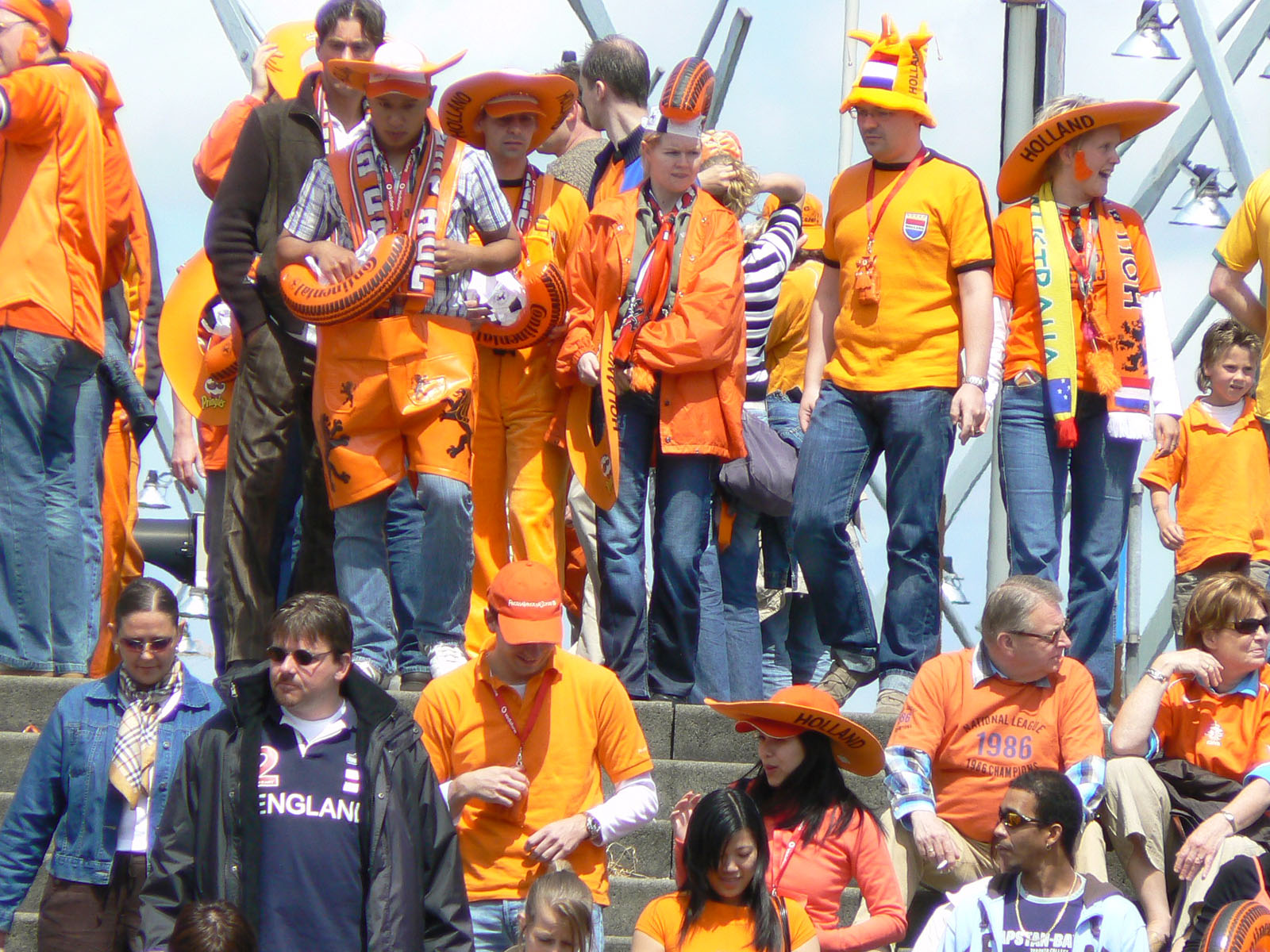
Aficionats neerlandesos

| - Marco van Basten - Ruud van Nistelrooy - Dennis Bergkamp - Edgar Davids - Edwin van der Sar - Jan van Beveren - Frank de Boer - Ronald de Boer - Johan Cruijff - Ruud Gullit |  | - René van de Kerkhof - Jan Jongbloed - Willy van de Kerkhof - Patrick Kluivert - Ronald Koeman - Jimmy Floyd Hasselbaink - Ed De Goey - Arnold Muhren - Johan Neeskens - Arthur Numan |  | - Marc Overmars - Rob Rensenbrink - Frank Rijkaard - Clarence Seedorf - Jaap Stam - Aron Winter - Jan Wouters - Phillip Cocu - Michael Reiziger - Giovanni van Bronckhorst |  | - Rafael van der Vaart - John Heitinga - Dirk Kuyt - Wesley Sneijder - Arjen Robben |